# Fifth Harmony
Fifth Harmony (ook bekend als '5H') is een meidengroep uit de Verenigde Staten, samengesteld door Simon Cowell. De groep bestaat uit Ally Brooke Hernandez, Lauren Jauregui, Normani Kordei Hamilton, Dinah Jane Hansen en voorheen Camila Cabello tot haar vertrek in 2016. Ze hadden hits met nummers als Worth It, Work from Home, Sledgehammer en That's My Girl.

## Geschiedenis
De groepsleden deden in 2012 individueel auditie voor The X Factor tijdens het tweede seizoen van dit programma. Na een van de rondes vormden ze samen de groep Fifth Harmony. Ze zongen Impossible van Shontelle en gingen door naar de liveshows. De groep eindigde op de derde plaats en tekende een platencontract bij Epic Records en Syco Records. In het begin namen ze covers op, die ze op hun YouTube-kanaal uploadden.
Hun eerste single, Miss Movin' On, verscheen op 15 juli 2013. Ze werkten samen met Radio Disney. Deze samenwerking resulteerde in het liedje Me & My Girls. Hun ep Better Together verscheen op 22 oktober 2013 en kwam in de Billboard 200 op de zesde plaats binnen. Van de ep verschenen ook een versie met akoestische liedjes, een versie met remixes en twee Spaanstalige versies. Better Together haalde de tweede plaats in een hitlijst voor albums op iTunes. De single BO$$ bereikte de 43ste plaats in de Amerikaanse hitlijst.
De groep bracht hun debuutalbum Reflection uit in februari 2015. Het kwam binnen op nummer vijf in de Billboard 200, met in de eerste week 80.000 verkochte exemplaren, en werd ondersteund door de eerste grote tournee van de groep, de Reflection Tour. Op het album staan de nummers BO$$, Sledgehammer en de hit Worth It. Deze laatste werd in de Verenigde Staten driemaal platina en ook hun eerste top 20-single in de Billboard Hot 100. In diverse andere landen werd het een top 10-hit.
Op 20 maart 2016 brachten de dames een nieuwe single uit, Work from Home geheten. Het nummer werd een wereldwijde hit; in de Nederlandse Top 40 en de Single Top 100 behaalde het lied de nummer 1-positie. Work from Home is tevens de eerste single van het tweede studioalbum, getiteld 7/27, dat op 27 mei 2016 verscheen. Op 31 mei kwam de tweede single van dit album uit: All in My Head, een samenwerking met rapper Fetty Wap.
Op 19 december 2016 werd via het Twitteraccount van Fifth Harmony bekendgemaakt dat Camila Cabello de groep per direct had verlaten en alleen verderging. De groep maakte later op Twitter bekend dat ze met de overgebleven vier leden door zouden gaan.
Op 2 juni 2017 kwam de eerste single Down van het volgende album uit. Later volgden nummers zoals Angel, He Like That en Deliver. Dit derde album, getiteld Fifth Harmony, deed het minder goed op de hitlijsten dan voorgaande albums, maar had wel succes. Nog later kwam de single Don't Say You Love Me uit, waarna de groep op 19 maart 2018 bekendmaakte een rustpauze voor onbepaalde tijd te nemen.

## Discografie

### Albums
| Album met eventuele hitnotering(en) in de Nederlandse Album Top 100 | Datum van verschijnen | Datum van binnenkomst | Hoogste positie | Aantal weken | Opmerkingen |
| ------------------------------------------------------------------- | --------------------- | --------------------- | --------------- | ------------ | ----------- |
| Reflection                                                          | 2015                  | 07-02-2015            | 28              | 1            |             |
| 7/27                                                                | 2016                  | 04-06-2016            | 7               | 29           |             |
| Fifth Harmony                                                       | 2017                  | 02-09-2017            | 11              | 4            |             |

| Album met hitnotering(en) in de Vlaamse Ultratop 200 albums | Datum van verschijnen | Datum van binnenkomst | Hoogste positie | Aantal weken | Opmerkingen |
| ----------------------------------------------------------- | --------------------- | --------------------- | --------------- | ------------ | ----------- |
| Reflection                                                  | 2015                  | 07-02-2015            | 53              | 3            |             |
| 7/27                                                        | 2016                  | 04-06-2016            | 9               | 19           |             |
| Fifth Harmony                                               | 2017                  | 02-09-2017            | 13              | 6            |             |

### Singles
| Single met eventuele hitnotering(en) in de Nederlandse Top 40 | Datum van verschijnen | Datum van binnenkomst | Hoogste positie | Aantal weken | Opmerkingen                                                  |
| ------------------------------------------------------------- | --------------------- | --------------------- | --------------- | ------------ | ------------------------------------------------------------ |
| Worth It                                                      | 15-05-2015            | 20-06-2015            | 25              | 16           | met Kid Ink / Nr. 25 in de Single Top 100                    |
| Work from Home                                                | 26-02-2016            | 19-03-2016            | 1(1wk)          | 20           | met Ty Dolla Sign / Nr. 1 in de Single Top 100 / Alarmschijf |
| All in My Head (Flex)                                         | 27-05-2016            | 09-07-2016            | 24              | 9            | met Fetty Wap / Nr. 42 in de Single Top 100 / Alarmschijf    |
| That's My Girl                                                | 2016                  | 24-09-2016            | tip8            | -            |                                                              |
| Down                                                          | 02-06-2017            | 10-06-2017            | tip16           | -            | met Gucci Mane / Nr. 94 in de Single Top 100                 |

| Single met hitnotering(en) in de Vlaamse Ultratop 50 | Datum van verschijnen | Datum van binnenkomst | Hoogste positie | Aantal weken | Opmerkingen                    |
| ---------------------------------------------------- | --------------------- | --------------------- | --------------- | ------------ | ------------------------------ |
| Sledgehammer                                         | 2015                  | 07-02-2015            | tip49           | -            |                                |
| Worth It                                             | 2015                  | 23-05-2015            | 14              | 16           | met Kid Ink                    |
| I'm in Love with a Monster                           | 2015                  | 12-09-2015            | tip23           | -            |                                |
| Work from Home                                       | 2016                  | 19-03-2016            | 4               | 21           | met Ty Dolla Sign / 2x Platina |
| Write on Me                                          | 2016                  | 21-05-2016            | tip             | -            |                                |
| All in My Head (Flex)                                | 2016                  | 17-09-2016            | 46              | 7            | met Fetty Wap                  |
| That's My Girl                                       | 2016                  | 01-10-2016            | tip8            | -            |                                |
| Down                                                 | 2016                  | 10-06-2017            | tip22           | -            | met Gucci Mane                 |
| He Like That                                         | 2017                  | 09-09-2017            | tip             | -            |                                |
| Por Favor                                            | 2017                  | 09-12-2017            | tip             | -            | met Pitbull                    |

## Filmografie
| Datum      | Titel                           | Opmerkingen                       |
| ---------- | ------------------------------- | --------------------------------- |
| maart 2014 | Tour Diaries with Fifth Harmony | 3 afleveringen van VEVO           |
| 2014-heden | Fifth Harmony Takeover          | Online docuserie op Awesomenesstv |

## Prijzen en nominaties
| Jaar | Prijs                                | Categorie                            | Werk                                     | Resultaat |
| ---- | ------------------------------------ | ------------------------------------ | ---------------------------------------- | --------- |
| 2013 | Popdust                              | Next Pop Superstar                   | Fifth Harmony                            | Gewonnen  |
| 2013 | Popdust                              | Today's Greatest Girl Group          | Fifth Harmony                            | Gewonnen  |
| 2013 | Vevo Lift                            | VEVO Lift Artist 2013                | Fifth Harmony                            | Gewonnen  |
| 2013 | Teen Icon Awards                     | Icon of Tomorrow                     | Fifth Harmony                            | Gewonnen  |
| 2013 | Teen Icon Awards                     | Iconic Band                          | Fifth Harmony                            | Gewonnen  |
| 2013 | YouTube Music Awards                 | Response of the Year                 | "Mirrors" - Boyce Avenue & Fifth Harmony | Gewonnen  |
| 2013 | Capricho Awards                      | Revelação Internacional              | Fifth Harmony                            | Gewonnen  |
| 2013 | TVZ News Awards                      | Favourite group                      | Fifth Harmony                            | Gewonnen  |
| 2013 | Geração Z Awards                     | Newcomer of the Year                 | Fifth Harmony                            | Gewonnen  |
| 2013 | Geração Z Awards                     | Internacional Group                  | Fifth Harmony                            | Gewonnen  |
| 2013 | Geração Z Awards                     | Fandom of The Year - Harmonizers     | Fifth Harmony                            | Gewonnen  |
| 2013 | Geração Z Awards                     | Internacional Video                  | "Miss Movin´On"                          | Gewonnen  |
| 2013 | Teen Awards Brasil                   | Banda Internacional                  | Fifth Harmony                            | Gewonnen  |
| 2014 | Radio Disney Music Awards            | Best Song to Rock Out with your BFFs | "Me & My Girls"                          | Gewonnen  |
| 2014 | Radio Disney Music Awards            | Breakout Artist of The Year          | Fifth Harmony                            | Gewonnen  |
| 2014 | Shorty Awards                        | Best Band in Social Media            | Fifth Harmony                            | Gewonnen  |
| 2014 | Billboard's Girl Group Week          | Most Promising New Girl Group        | Fifth Harmony                            | Gewonnen  |
| 2014 | MTV Video Music Awards               | MTV's Artist To Watch                | Fifth Harmony                            | Gewonnen  |
| 2015 | Nickelodeon Kids' Choice Awards 2015 | Favorite New Artist                  | Fifth Harmony                            | Gewonnen  |
| 2016 | Disney Radio Music Awards 2016       | Favorite Music Group                 | Fifth Harmony                            | Gewonnen  |
| 2016 | Disney Radio Music Awards 2016       | Most Loyal Fans                      | Fifth Harmony                            | Gewonnen  |
| 2016 | Nickelodeon Kids' Choice Awards 2016 | Favorite Music Group                 | Fifth Harmony                            | Gewonnen  |

## Tournees
Eigen tournee
- 2013: Harmonize America Mall Tour
- 2013: Fifth Harmony 2013 Tour
- 2014: Worst Kept Secret Tour
- 2014: 5th Times a Charm Tour
- 2015: Reflection Tour
- 2015: Reflection: The Summer Tour
- 2015: Reflection: European Tour
- 2016: 7/27 Tour (gast: Camryn & Aleem)
- 2017: PSA Tour

Voorprogramma
- 2013: I Wish Tour (Cher Lloyd)
- 2014: Neon Lights Tour (Demi Lovato) (Noord-Amerika)
- 2014: Live on Tour (Austin Mahone) (Noord-Amerika)